# Lavatorium

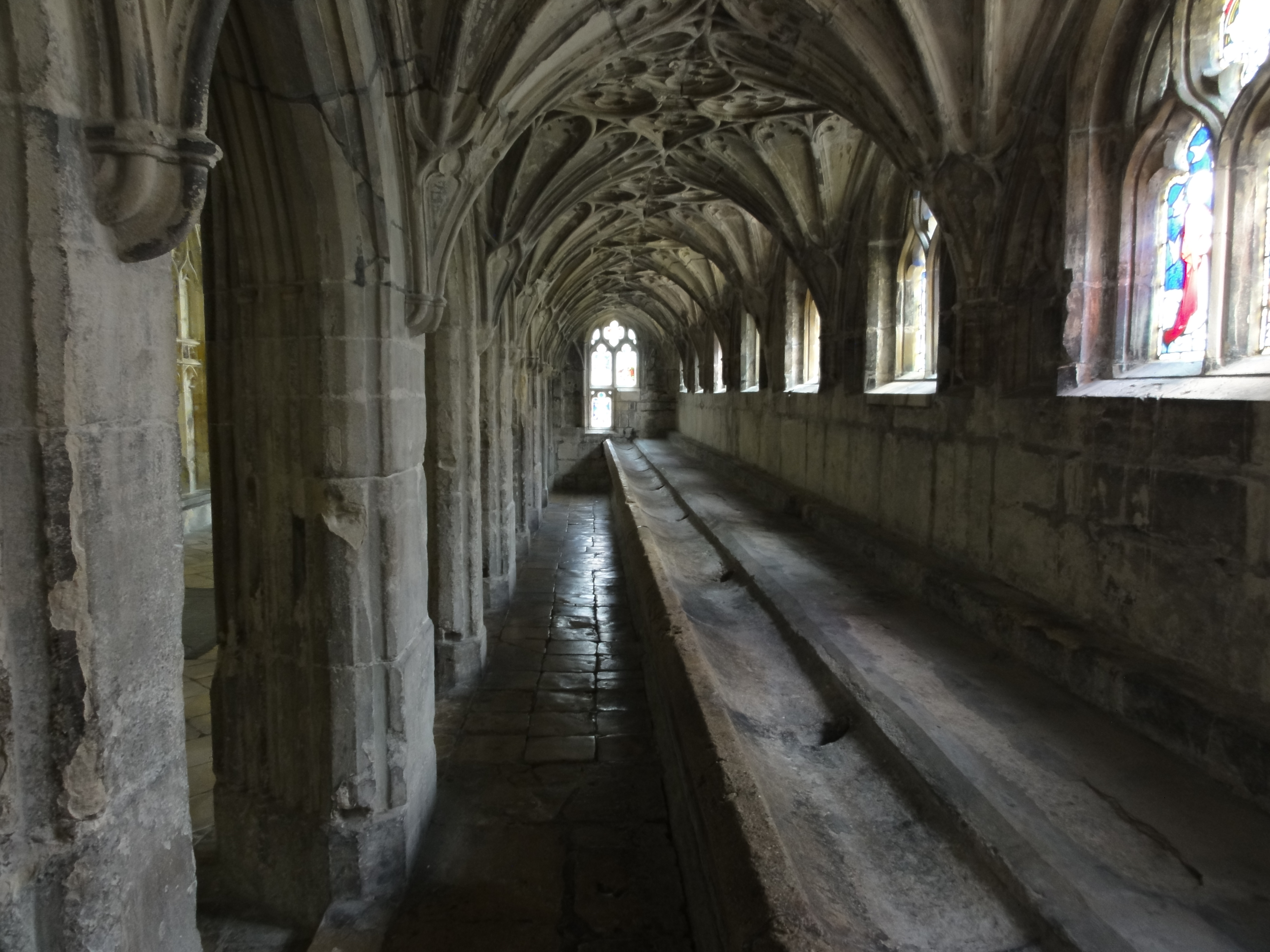
Lavatorium del en la catedral de Gloucester

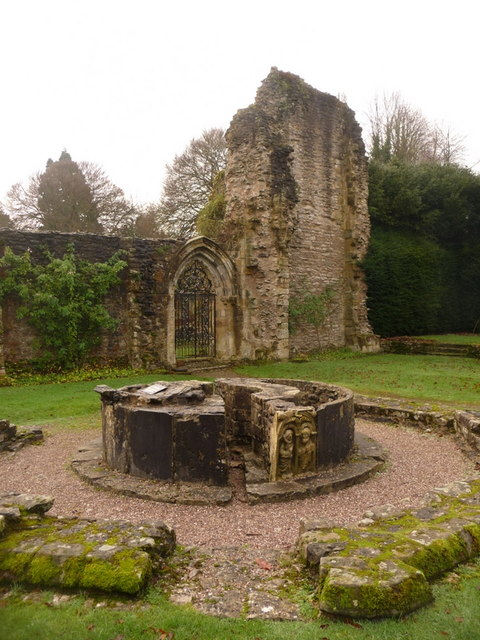
Ruinas de un lavatorium octogonal en el Priorato de Wenlock

Un lavatorium (del latín lavare, 'lavar'; pl. lavatoria), a veces castellanizado informalmente como 'lavatorio', es la zona comunal acondicionada para el lavado de manos en un monasterio, en particular en los edificios monásticos medievales o en aquellas catedrales que dispusiesen de un claustro. 
Todas las órdenes monásticas requieren que los monjes se laven las manos antes de las comidas y por ello debían de disponer de un lavatorium cerca del refectorio, en un principio dispuesto contra una de las paredes del claustro que disponía de un largo lavadero cubierto. Con el paso de los siglos, la arquitectura de los lavatoria se desarrolló y se construían en pequeños edificios elegantes y refinados, con un cuenco circular u octogonal en el centro y con fuentes de agua con varios pisos. Un ejemplo del  primer  tipo, que data del siglo XIV, sobrevive en la catedral de Gloucester, y tiene un armario para las toallas cerca.  En la catedral de Durham el lavatorium era un edificio cuadrado con un cuenco circular que fue sustituida en 1432 a 1433 por uno de mármol. En el priorato de Wenlock, el lavatorium octogonal, ahora en ruinas, estaba decorado con paneles tallados de finales del siglo XII, incluyendo uno de Jesús con los apóstoles en el mar de Galilea. Había a veces algunos grifos; en el priorato de Wenlock el agua brotaba de cabezas de animales montadas en el pilar central.
El agua corriente se suministraba mediante tuberías de plomo, y donde había grifos, eran de bronce, aunque en la mayoría de los casos esos accesorios metálicos han desaparecido de los monasterios. Las toallas de los monjes se conservaban cerca en armarios llamados aumbries (derivado del latín armarium o del latín medieval almarium). Los refectorianos eran los responsables de mantener el lavatorium limpio y asegurarse de que tenía arena y una piedra de afilar para que los monjes pudieran afilar sus cuchillos, y de cambiar las toallas dos veces a la semana.
En el lavatorium era donde, bajo la regla de San Benito, el padre abad debía de verter el agua sobre las manos de los anfitriones en el gesto tradicional de bienvenida a la comunidad monástica.

## Galería de imágenes

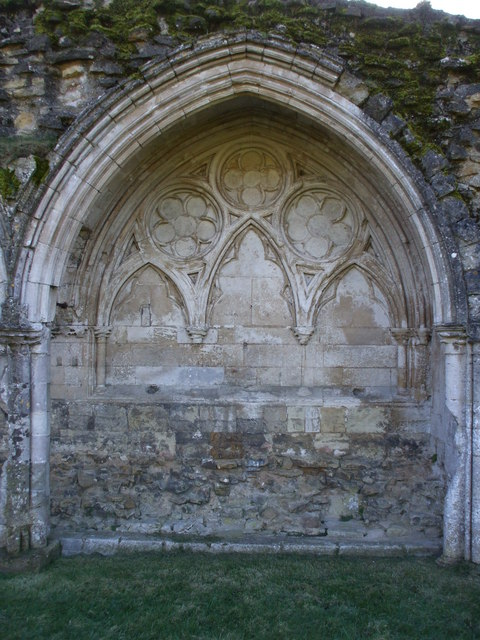
Arcada en un antiguo lavatorium, priorato de Kirkham (siglo XII al XIII)
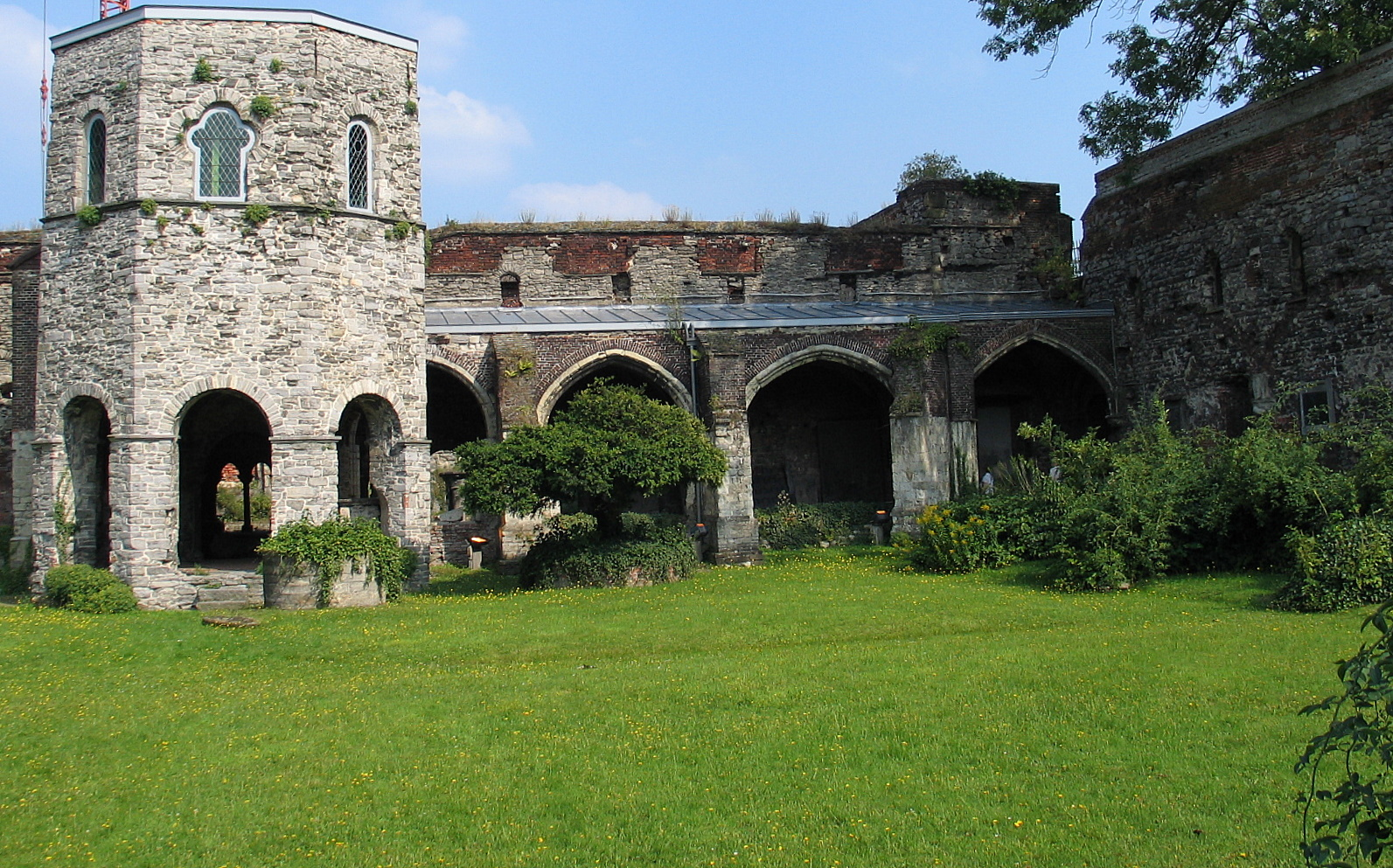
Lavatorium del siglo XII en la abadía de San Bavón, Gante
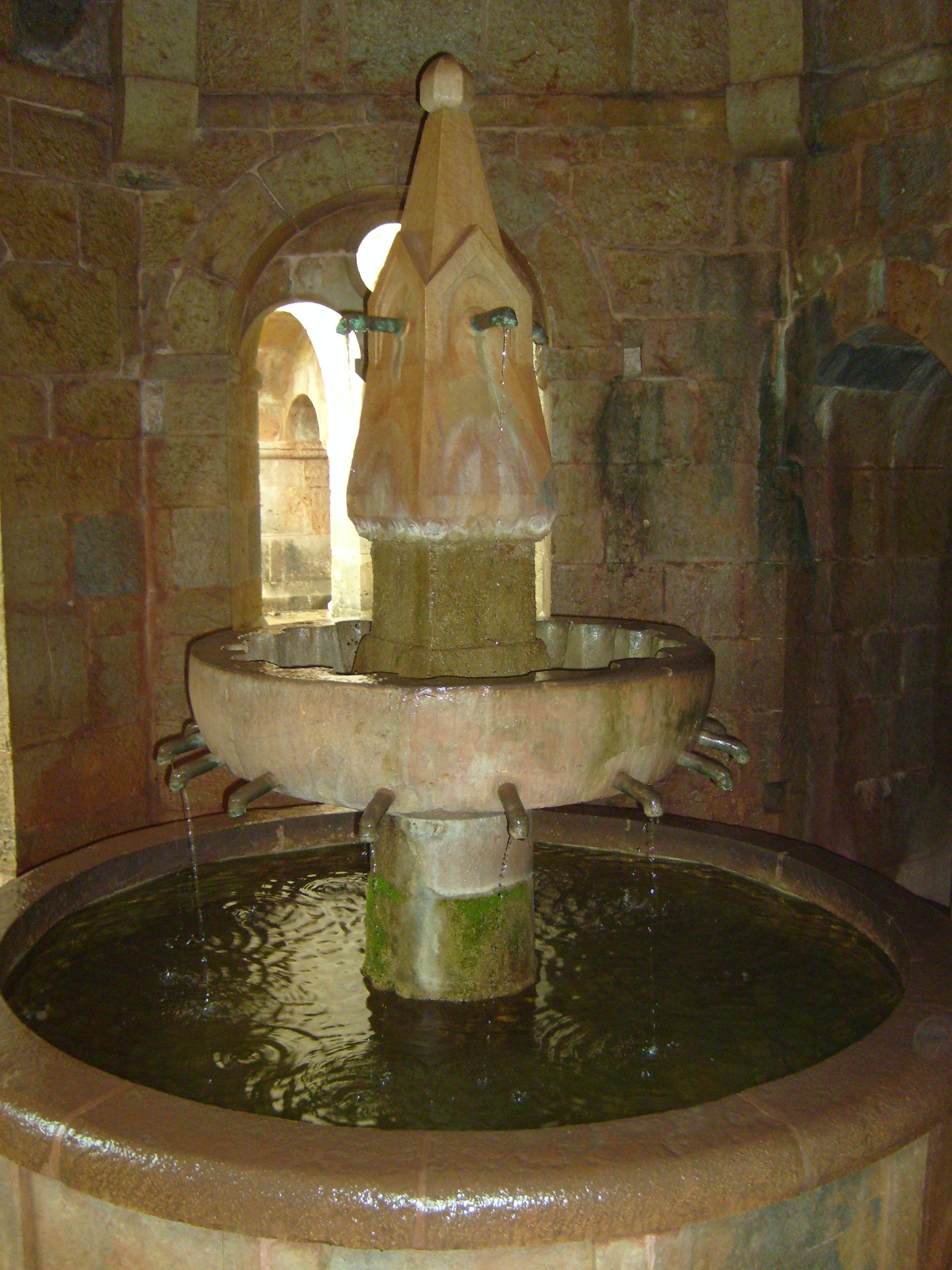
Lavatorium del siglo XII en la abadía de Le Thoronet
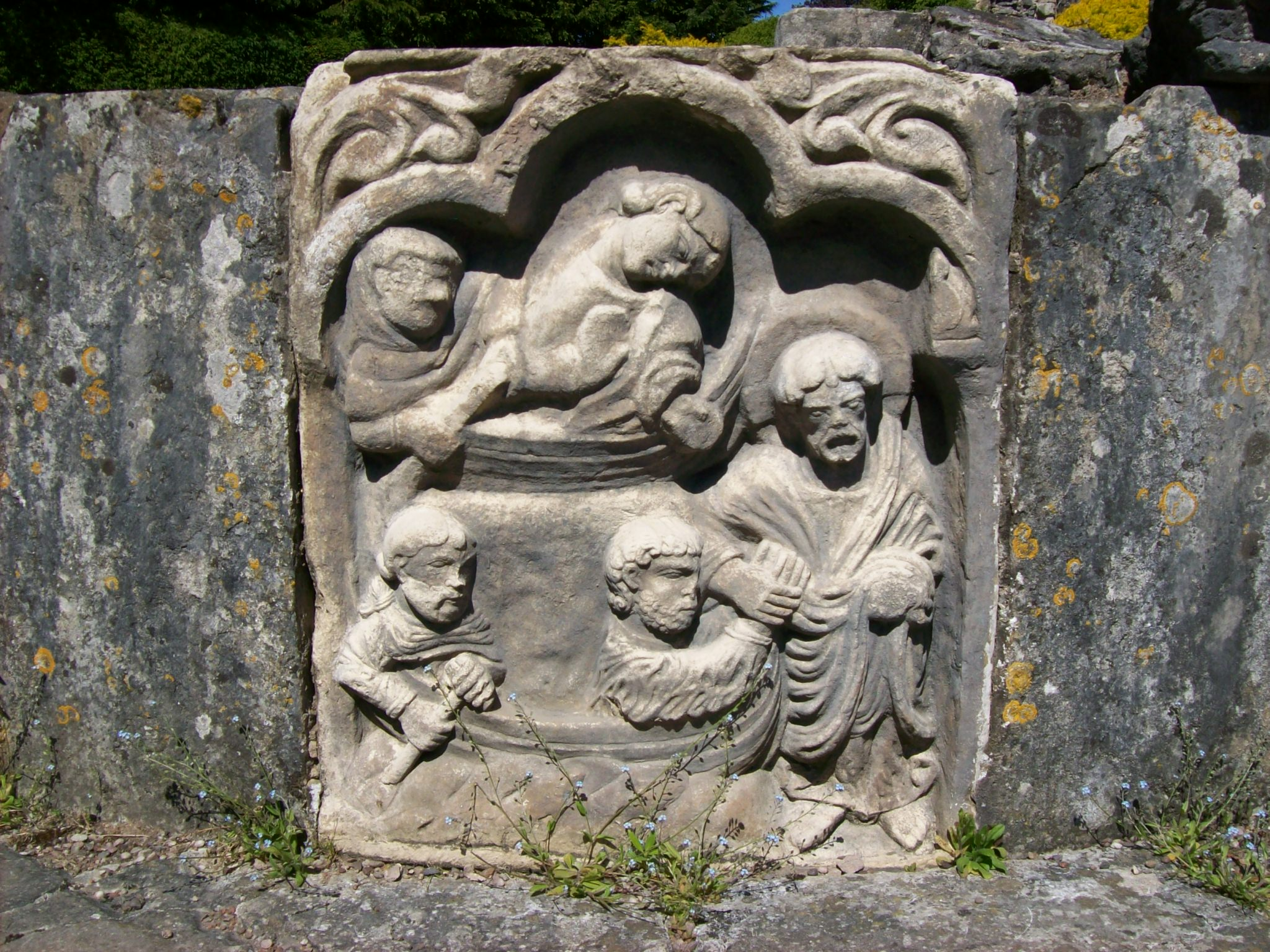
Jesús llamando a los pescadores, talla del siglo XII del lavatorium del priorato de Wenlock
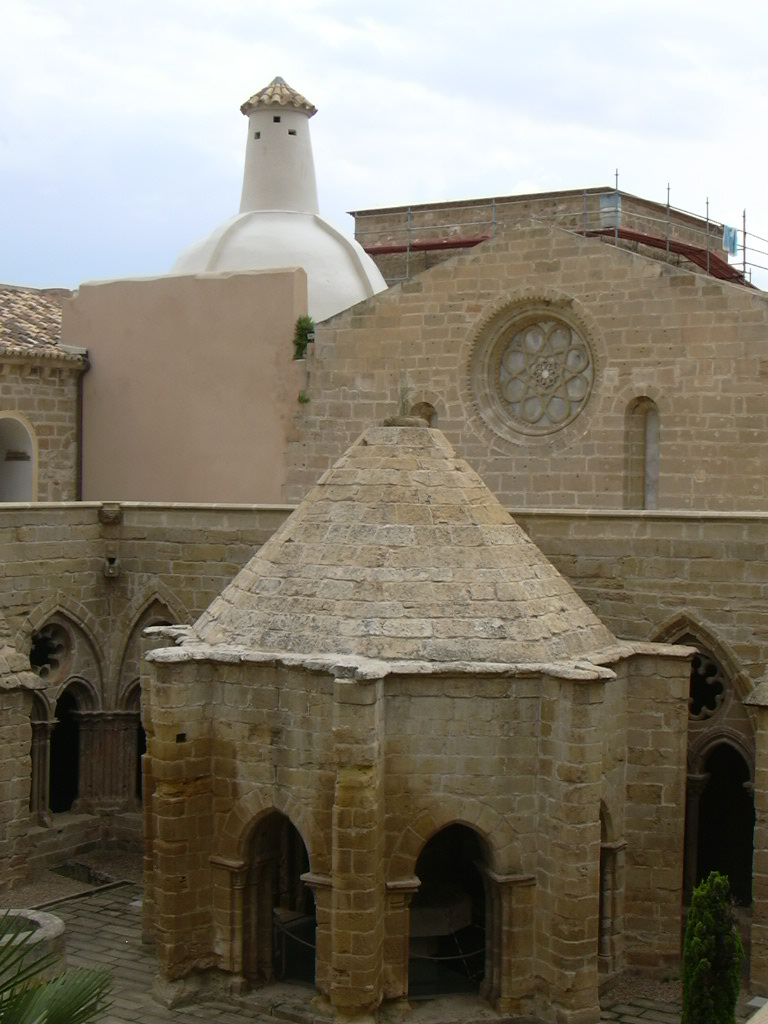
Lavatorium del siglo XIII en el monasterio de Rueda
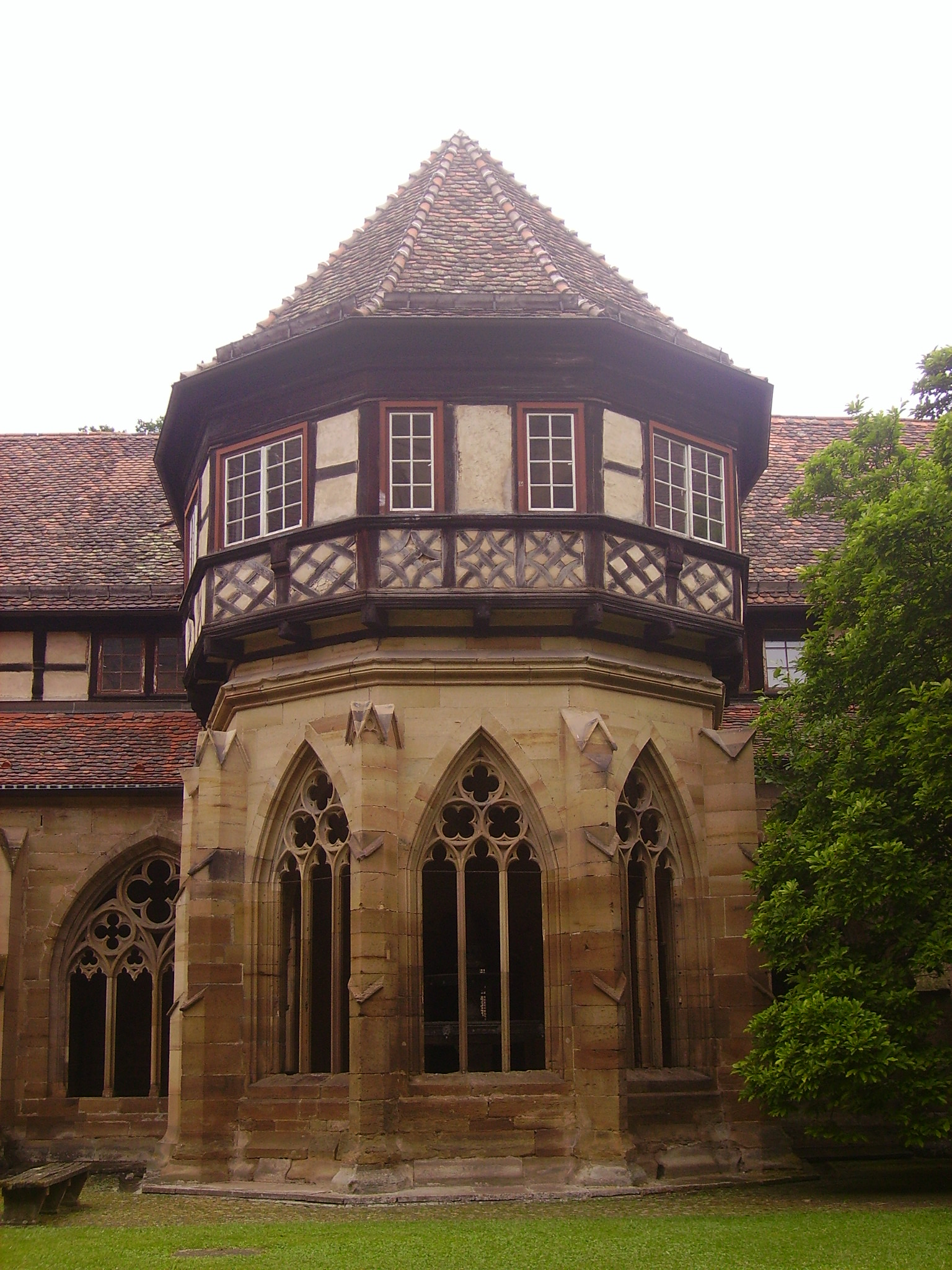
Lavatorium del siglo XIV del monasterio de Maulbronn, exterior
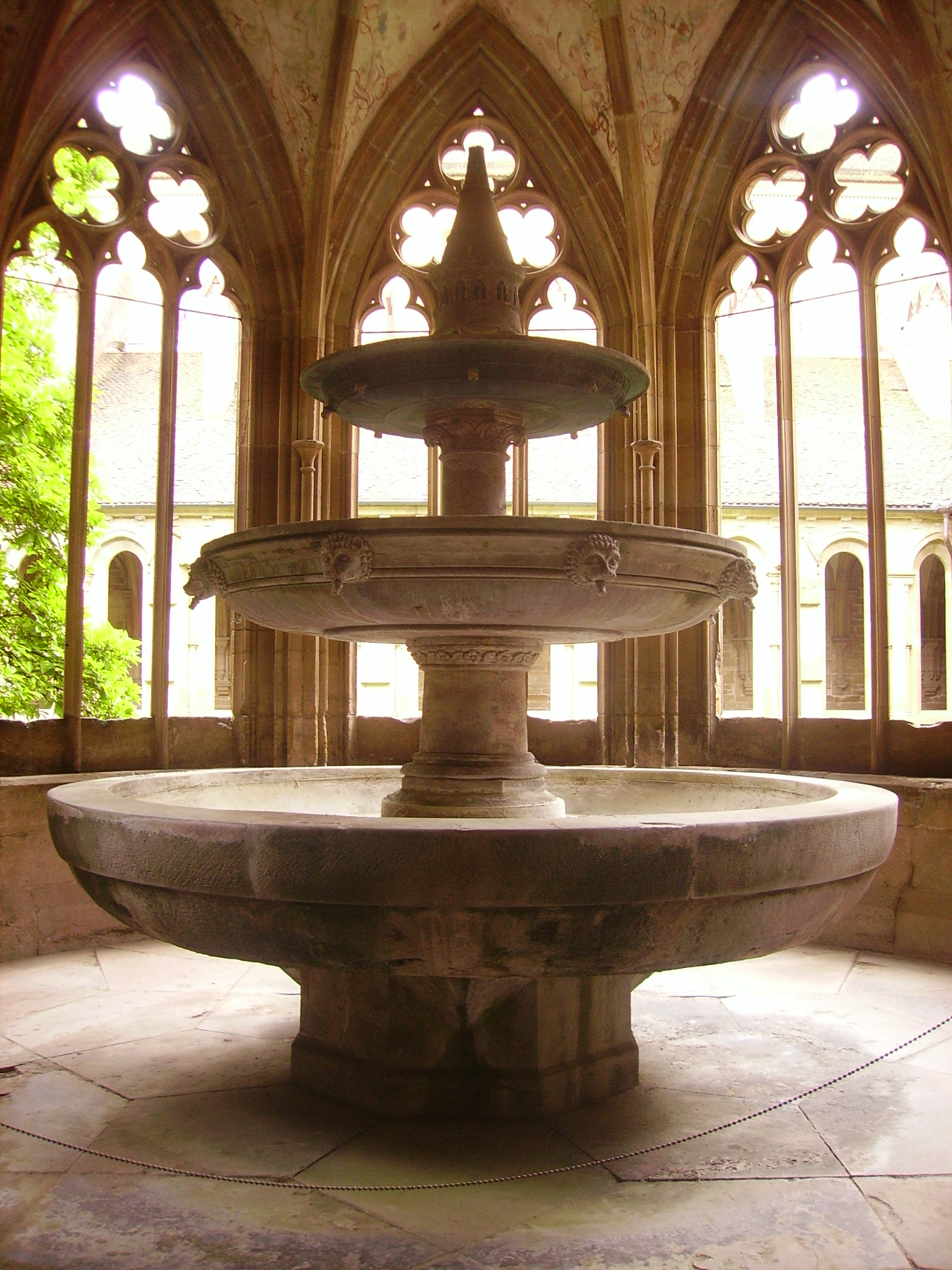
Lavatorium del monasterio de Maulbronn, interior
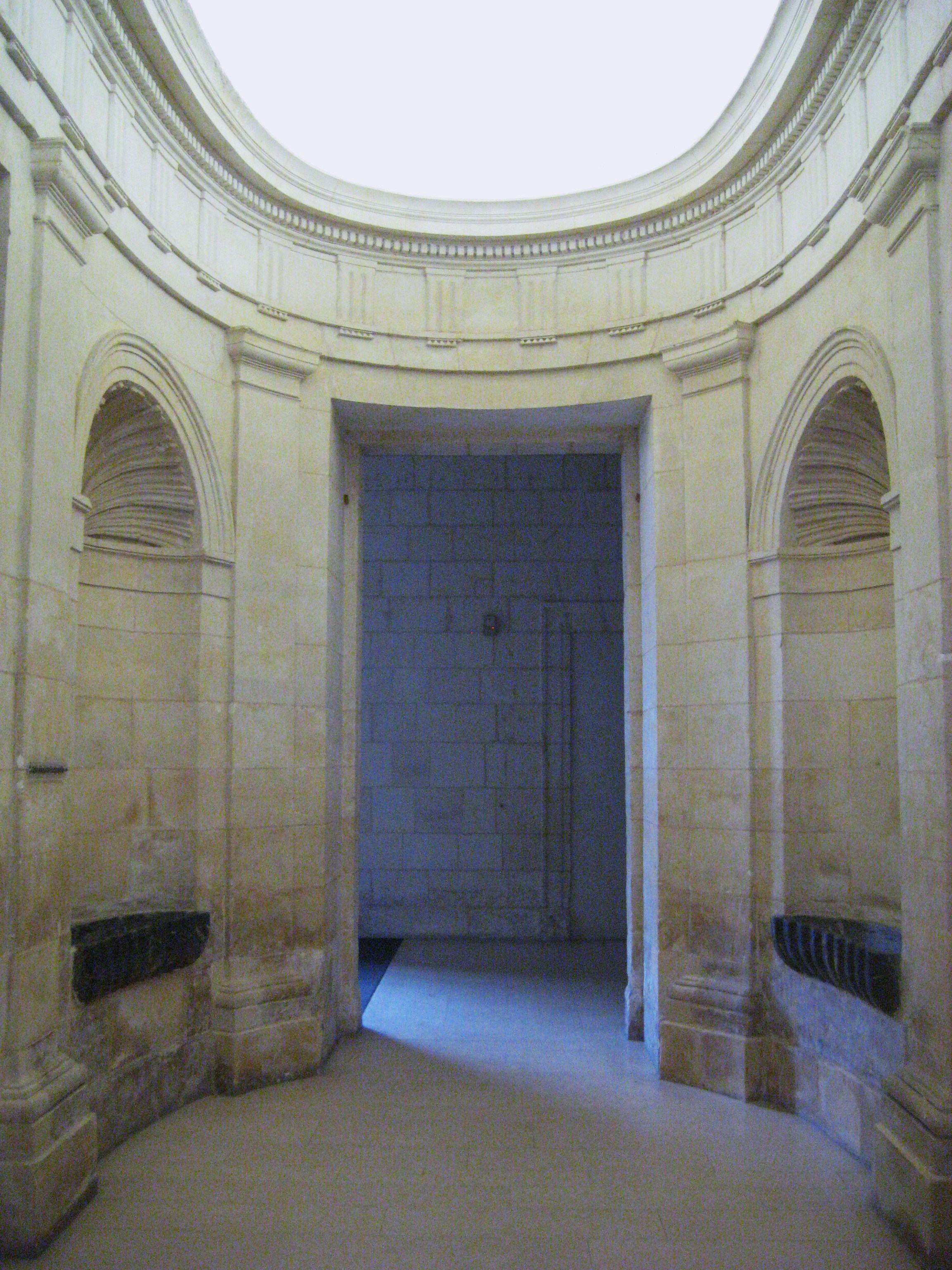
Lavatorium en la abadía de las Damas en Caen